# Lhota (Letovice)
Lhota je malá vesnice, část města Letovice v okrese Blansko. Nachází se asi 1,5 km na jihozápad od Letovic. Je zde evidováno 43 adres. Trvale zde žije 55 obyvatel.
Lhota leží v katastrálním území Lhota u Letovic o rozloze 0,75 km2.

## Pamětihodnosti
- Zvonice
- Kříž před zvonicí
- Kříž u domu čp. 33
- Vesnice se nachází na území přírodního parku Halasovo Kunštátsko.[6]

## Galerie

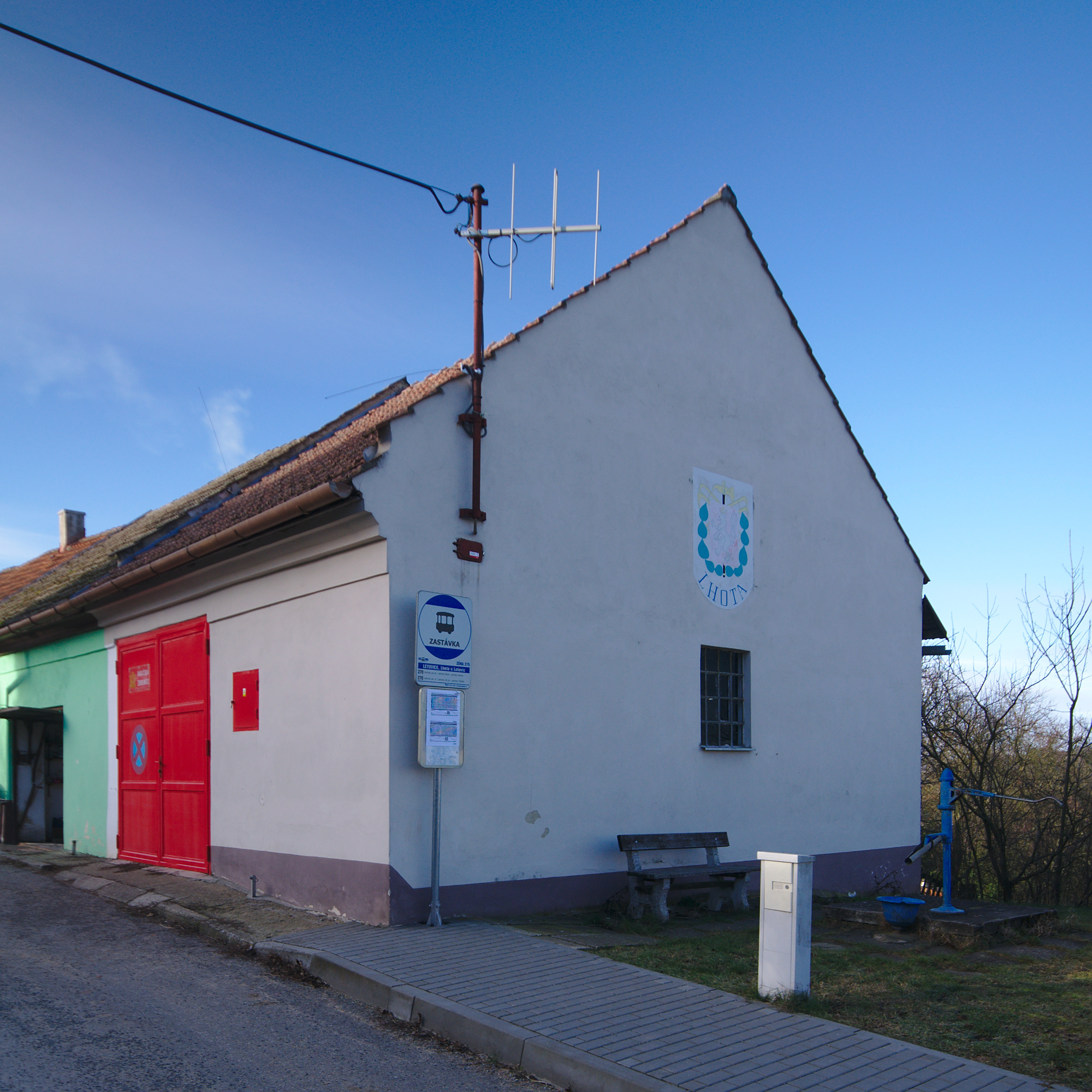
Hasičská zbrojnice
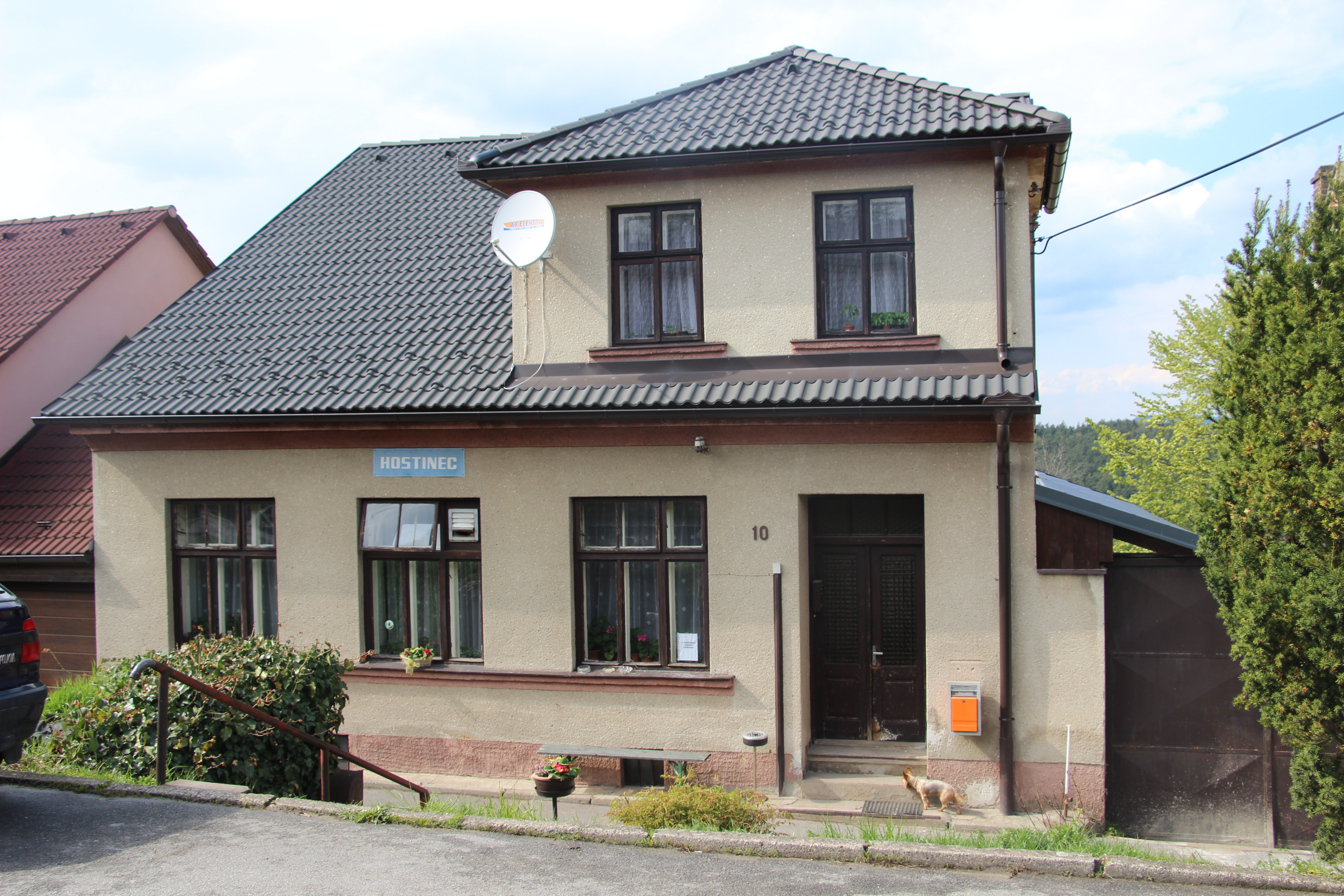
Hostinec
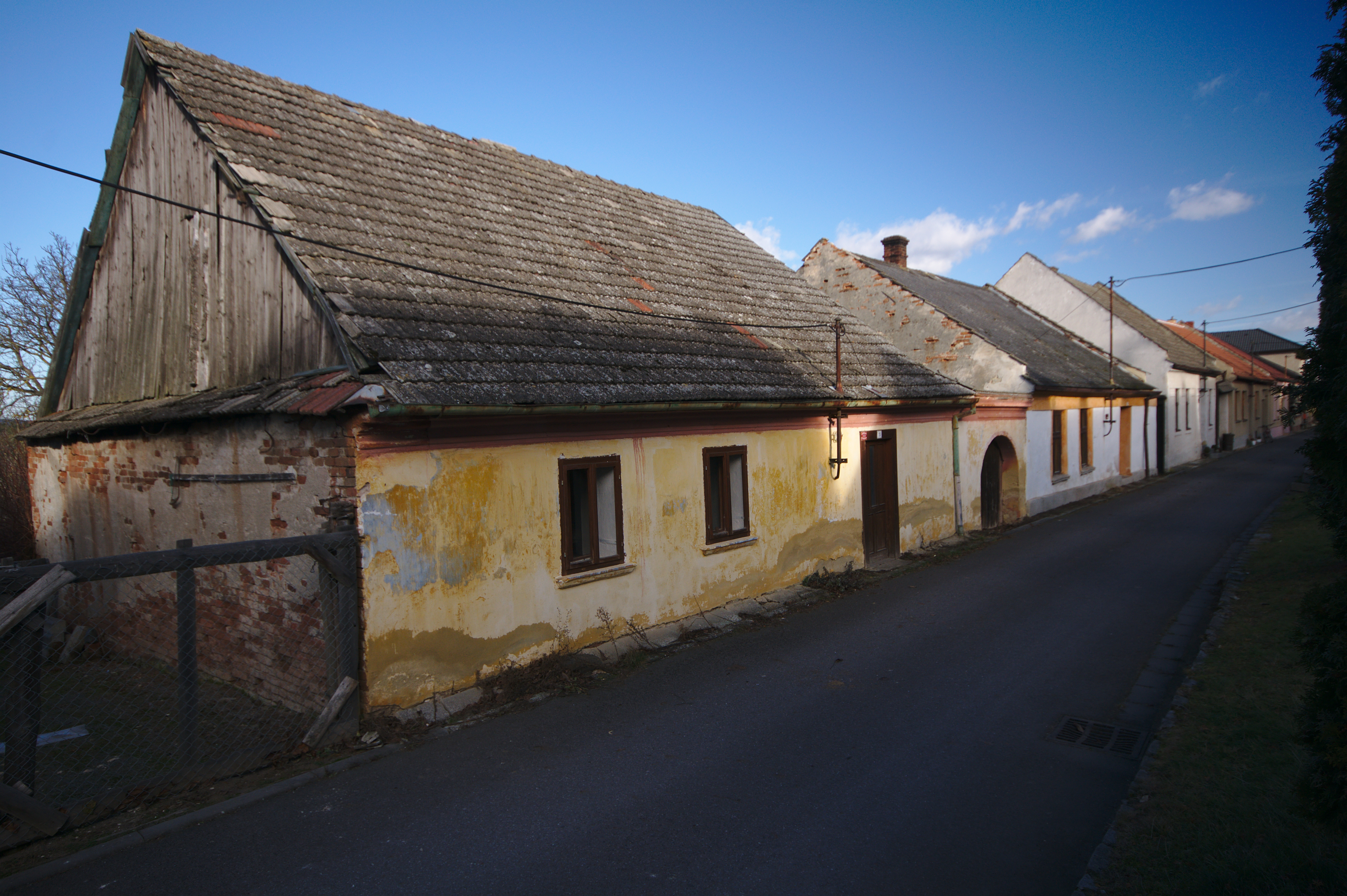
Usedlost čp. 15
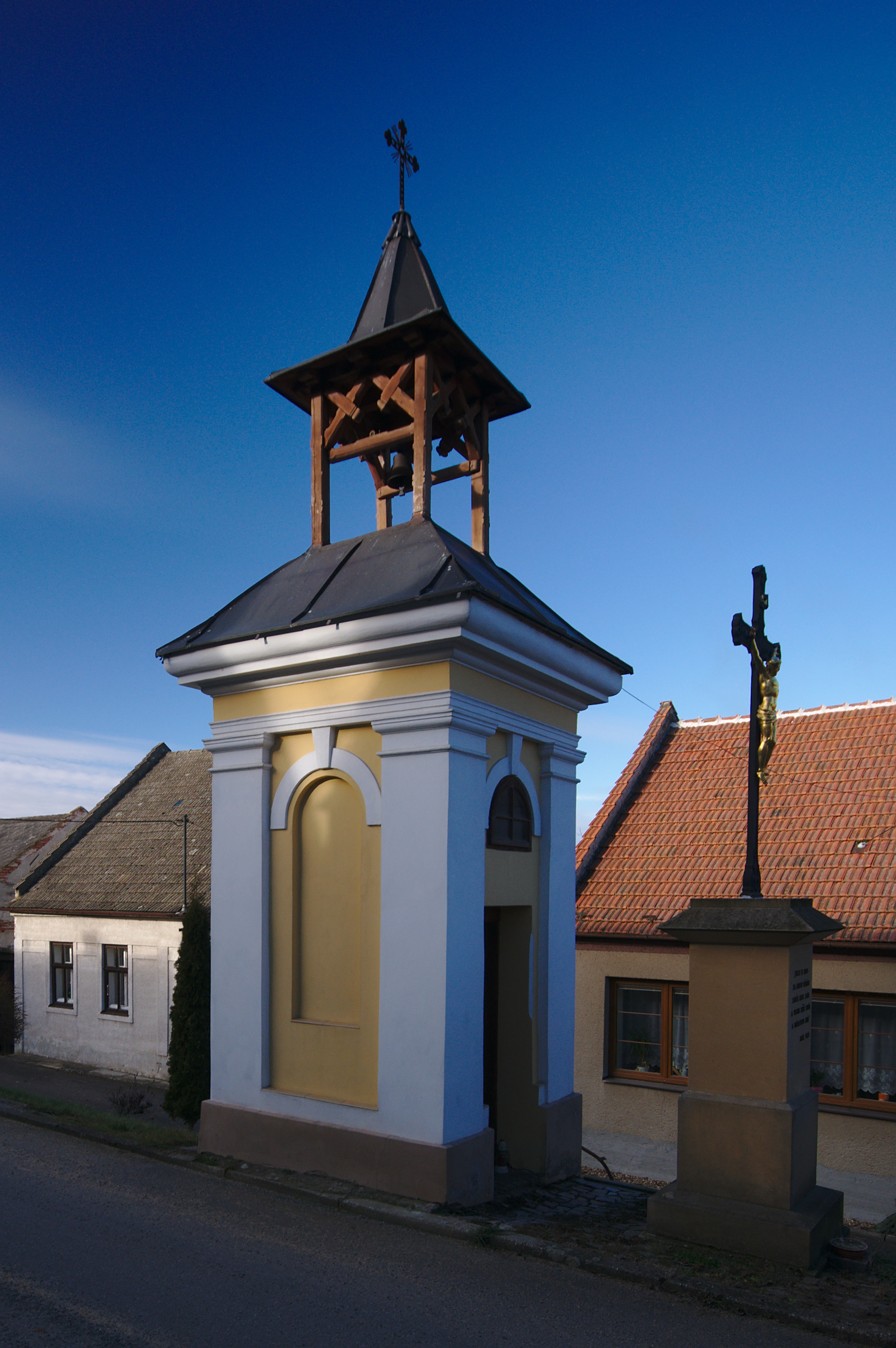
Zvonice
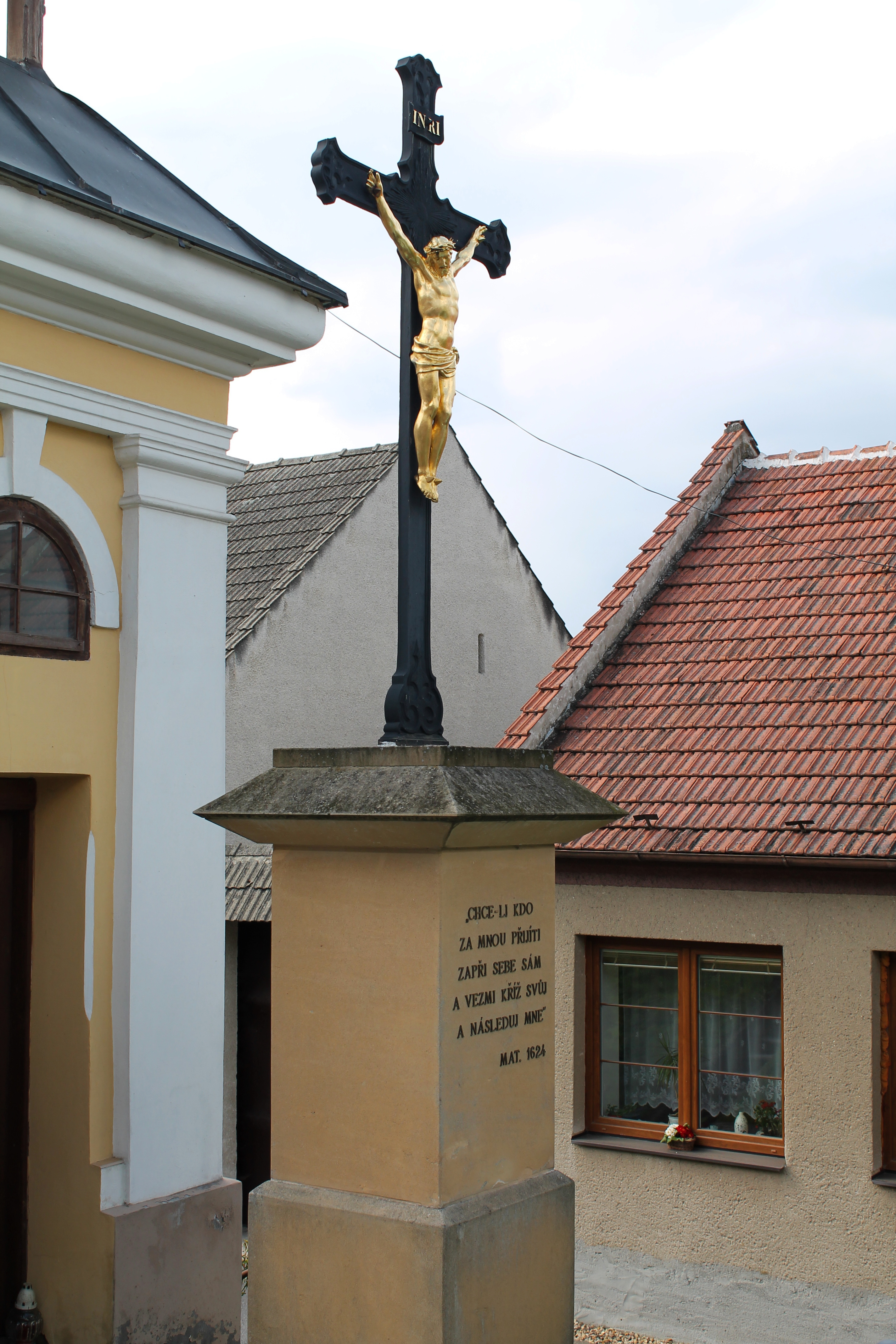
Kříž u zvonice
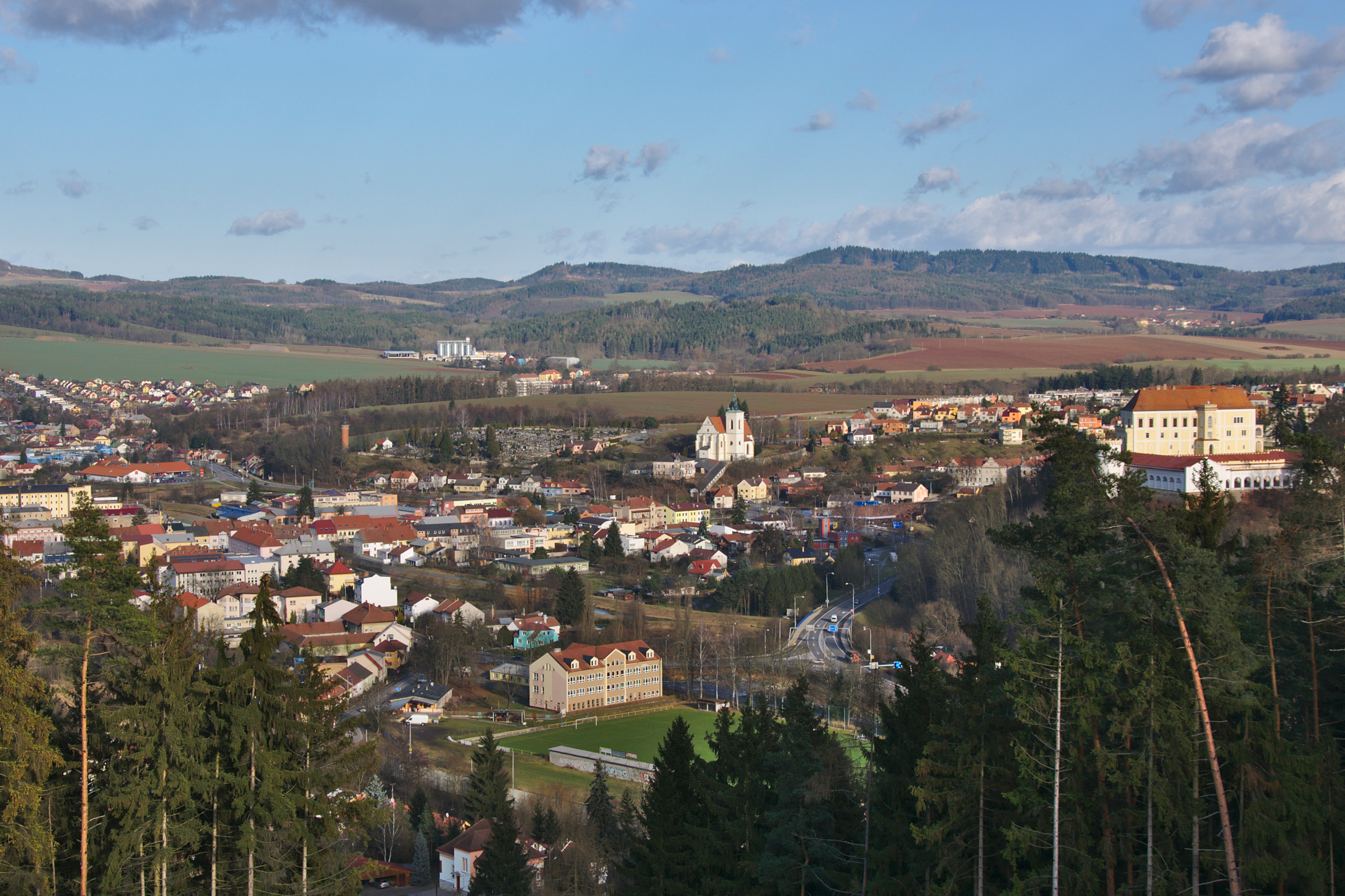
Výhled na Letovice
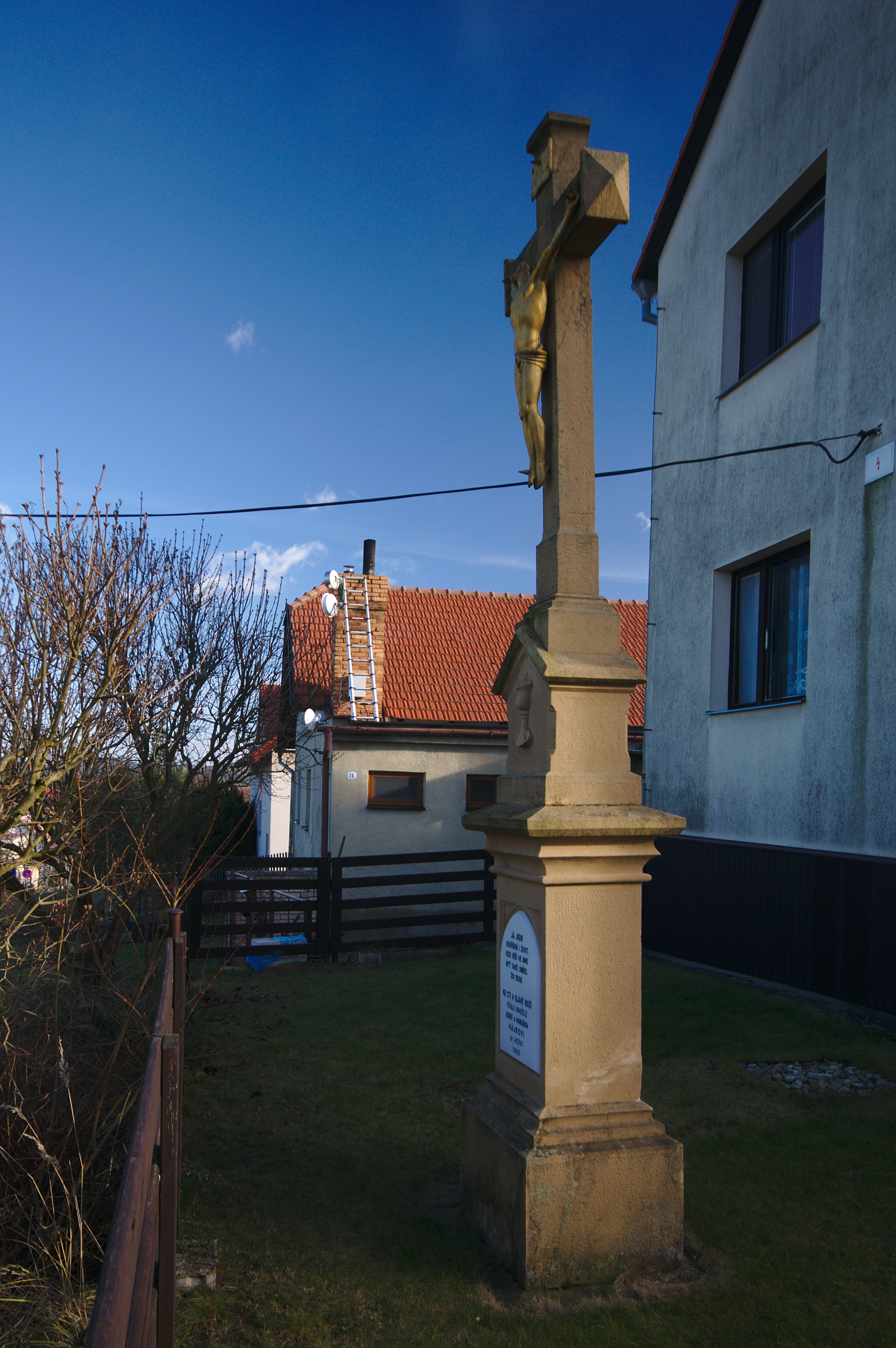
Kříž u hlavní cesty